# قمة البوب (مجلة)
مجلة قمة البوب هي مجلة شهرية لامعة تصدر من شبكة الـ BBC، تم إطلاقها في شهر فبراير 1995، وذلك في إطار تنشيط البرنامج التلفزيوني، تعرض معلومات قوائم الأغاني، حوارات المشاهير، نصائح للجمال والأناقة، مسابقات، كلمات الأغاني وبوسترات، وهي مجلة داعمة للبرنامج التلفزيوني قمة البوب